# Заречье (Белогорский район, Крым)
Заре́чье (до 1948 года Мана́й; укр. Заріччя, крымскотат. Manay, Манай) — исчезнувшее село в Белогорском районе Республики Крым (согласно административно-территориальному делению Украины — Автономной Республики Крым). Располагалось на северо-востоке района, в степном Крыму, на правом берегу реки Кучук-Карасу, примерно в 1 км ниже (севернее) современного села Павловка.

## История
Первое документальное упоминание села встречается в Камеральном Описании Крыма… 1784 года, согласно которому в последний период Крымского ханства Менай входил в Карасубазарский кадылык Карасубазарского каймаканства. После присоединения Крыма к России (8) 19 апреля 1783 года, (8) 19 февраля 1784 года, именным указом Екатерины II сенату, на территории бывшего Крымского Ханства была образована Таврическая область и деревня была приписана к Левкопольскому, а после ликвидации в 1787 году Левкопольского — к Феодосийскому уезду Таврической области. После Павловских реформ, с 1796 по 1802 год, входила в Акмечетский уезд Новороссийской губернии. По новому административному делению, после создания 8 (20) октября 1802 года Таврической губернии, Манай был включён в состав Уроскоджинской волости Феодосийского уезда.
По Ведомости о числе селений, названиях оных, в них дворов… состоящих в Феодосийском уезде от 14 октября 1805 года в деревне Монай числилось 9 дворов и 65 жителей, исключительно крымских татар. На военно-топографической карте генерал-майора Мухина 1817 года обозначена деревня Мунай с 15 дворами. После реформы 1829 года, согласно «Ведомости о казённых волостях Таврической губернии» от 31 августа 1829 года, Манай отнесли к Борюсской (варианты: Бёрюсской, Бурюкской) волости того же уезда. На карте 1836 года в деревне 12 дворов, а на карте 1842 года Монай обозначен условным знаком «малая деревня» (это означает, что в ней насчитывалось менее 5 дворов).
В 1860-х годах, после земской реформы Александра II, деревню приписали к Шейих-Монахской волости. В «Списке населённых мест Таврической губернии по сведениям 1864 года», составленном по результатам VIII ревизии 1864 года, Монай — татарская деревня с 14 дворами, 76 жителями и мечетью при речке Малой (Кучук) Кара-Су (на трехверстовой карте Шуберта 1865—1876 года в деревне Монай обозначено 17 дворов). В «Памятной книге Таврической губернии 1889 года», включившей результаты Х ревизии 1887 года, записан Монай с 32 дворами и 209 жителями. По «…Памятной книжке Таврической губернии на 1892 год» в безземельной деревне Монай, не входившей ни в одно сельское общество, было 97 жителей, за которыми домохозяйств не числилось, а на подробной военно-топографической карте 1892 года в Монае обозначены 37 дворов с русским населением.
После земской реформы 1890 года, Монай отнесли к Андреевской волости. По «…Памятной книжке Таврической губернии на 1900 год» в деревне Монай, входившей в Васильевское сельское общество, числилось 116 жителей в 22 дворах. По Статистическому справочнику Таврической губернии. Ч.II-я. Статистический очерк, выпуск пятый Феодосийский уезд, 1915 год, в селе Монай Андреевской волости Феодосийского уезда числилось 40 дворов (19 дворов с землёй, 21 — безземельный) с русским населением в количестве 235 человек приписных жителей и 13 — «посторонних», из которых 129 мужчин и 119 женщин. Жители владели 1377 десятинами удобной земли. В хозяйствах имелось 150 лошадей, 100 волов, 68 коров и 400 голов мелкого скота. Согласно энциклопедическому словарю «Немцы России», на 1915 год Монай русско-немецком селение, но в дальнейшем в доступных источниках упоминаний о немецком населении не встречается.
После установления в Крыму Советской власти, по постановлению Крымревкома от 8 января 1921 года была упразднена волостная система и село вошло в состав вновь созданного Карасубазарского района Симферопольского уезда, а в 1922 году уезды получили название округов. 11 октября 1923 года, согласно постановлению ВЦИК, в административное деление Крымской АССР были внесены изменения, в результате которых округа ликвидировались, Карасубазарский район стал самостоятельной административной единицей и село включили в его состав. Согласно Списку населённых пунктов Крымской АССР по Всесоюзной переписи 17 декабря 1926 года, в селе Монай, в составе упразднённого к 1940 году Тогайского сельсовета Карасубазарского района, числилось 28 дворов, из них 26 крестьянских, население составляло 110 человек, из них 79 русских, 25 болгар, 6 греков, действовала русская школа. По данным всесоюзной переписи населения 1939 года в селе проживало 216 человек.
В 1944 году, после освобождения Крыма от фашистов, согласно Постановлению ГКО № 5984сс от 2 июня 1944 года, 27 июня крымские болгары и армяне были депортированы в Среднюю Азию. 12 августа 1944 года было принято постановление № ГОКО-6372с «О переселении колхозников в районы Крыма», в исполнение которого в район завезли переселенцев: 6000 человек из Тамбовской и 2100 — Курской областей, а в начале 1950-х годов последовала вторая волна переселенцев из различных областей Украины. С 25 июня 1946 года Монай в составе Крымской области РСФСР. Указом Президиума Верховного Совета РСФСР от 18 мая 1948 года Монай переименовали в Заречье. 26 апреля 1954 года Крымская область была передана из состава РСФСР в состав УССР. На 15 июня 1960 года село числилось в составе Васильевского сельсовета. По данным переписи 1989 года в селе проживало 48 человек. С 12 февраля 1991 года село в восстановленной Крымской АССР, 26 февраля 1992 года переименованной в Автономную Республику Крым.
22 марта 2007 года решением ВР АР Крым село Заречье исключено из учётных данных.

### Динамика численности населения
| - 1805 год — 65 чел. - 1864 год — 76 чел. - 1889 год — 209 чел. - 1892 год — 97 чел. - 1902 год — 116 чел. | - 1915 год — 235/13 чел. - 1926 год — 110 чел. - 1939 год — 216 чел. - 1989 год — 48 чел. |

## Будёновка
Село Будёновка впервые упоминается в Списке населённых пунктов Крымской АССР по Всесоюзной переписи 17 декабря 1926 г., согласно которому в Будёновке, в составе Тогайского сельсовета Карасубазарского района, числилось 15 дворов, из них 14 крестьянских, а население составляло 74 человека, все русские. В период с 1954 по 1960 годы Будёновка была присоединена к селу Заречье (согласно справочнику «Крымская область. Административно-территориальное деление на 1 января 1968 года» — с 1954 по 1968 годы).